# Late September Dogs
Late September Dogs war eine norddeutsche Rockband, die vor allem durch ihre Live-Auftritte und die eindringliche Stimme ihres Sängers Björn Both auffiel.
Die Band wurde 1990 gegründet und gewann den Schleswig-Holstein-Rockpreis und NightlifeTV-Award als Band des Jahres. Nach verschiedenen Labels übernahm Stephan Borks Label TCP die Produktion.
Die Musiker machten nach der Bandauflösung in verschiedene Projekten weiter Musik:
Der damalige Sänger und Gitarrist der Band, Björn Both veröffentlichte unter dem Namen Pulseflow im Jahre 2009 das Instrumentalalbum Vibemares, das zur Psy-Trance-Szene gehört. Seit 2010 ist er solo als „Sangit“ unterwegs – ab 2011 mit neuem Album Where the Thundergiants Sleep und neuer Band, neuer Plattenfirma und weltweitem Vertrieb. 2011 wurde Both Sänger der Band Santiano.
Stephan Bork spielte eine Zeitlang bei Godewind und leitete das TCP-Studio in Schafstedt.
Nico Fintzen hat sich der Filmmusik und der Elektronischen Musik verschrieben.
Stefan Hanson spielte in verschiedenen Projekten – Eureka, Taurus – und unterrichtete in Husum Schlagzeug.

## Stil
Musikalisch ist die Band als Crossover einzuschätzen, da sie verschiedene Musikstile miteinander vereinigt. Auf dem Debüt Talking to the Moon verschmelzen noch Ethno, Pop, Sing’n’Songwriter und Neo Psychedelic mit Didgeridoo-Klängen. Das zweite Album On the Cold Hill Side ist sphärischer, schwebender und mystischer, aber durch mehr E-Gitarren auch härter. Das letzte Studio-Album Alienated wurde dann elektronischer und basierte mehr auf modernen Beats, Drum and Bass, Ethno Dub und dunklerem Wave. Das letzte Live-Album hieß Rush.

## Diskografie

### Alben
- 1996: Talking to the Moon
- 1997: On the Cold Hill Side
- 1999: Live Under the Rainbow
- 2000: Alienated
- 2001: Rush (live)

Quelle:

### Singles
- 1998: Catch a Dream (Maxi-CD)

### DVDs
- 1999: Late September Dogs (Live-DVD; Konzert „Rock gegen Kinderkrebs“)

## Live
- Burg-Herzberg-Festival: 2001
- Vlotho, Bochum Total, Rheinkultur
- Jimi-Hendrix-Revival-Festival: 1997, 1999, 2001
- Wacken Open Air: 1997
- Bizarre-Festival: 2001
- (Voll-)Mondkonzerte: 1998–2003